# Бриман, Вячеслав Михайлович
Вячеслав Михайлович Бриман (род. 1963) — советский и украинский тренер по дзюдо, мастер спорта СССР, судья республиканской категории, заслуженный тренер Украины, почётный донор Украины.

## Биография
Старший учитель-преподаватель физического воспитания в киевской общеобразовательной школе № 248 I-III ступеней аккредитации, специалист (высшей) первой категории. В 1990, 1994 и 2010 проходил курсы повышения квалификации при Киевском государственном институте физической культуры (который окончил в 1999, магистратуру в НПУ имени М. П. Драгоманова), в 2013 курсы повышения квалификации института последипломного педагогического образования в КГПУ имени Б. Д. Гринченко. Первый тренер чемпиона мира по дзюдо Г. М. Зантарая, тренировал его с 8 до 16 лет. Получил 6-й дан по дзюдо в Международной федерации дзюдо. Участник конкурса на должность главного тренера сборной Украины. В 2018 в городе Та-Шбиш подтвердил статус спортивного инструктора по дзюдо от академии Международной федерации дзюдо (IJF Academy).